# Пудавел
Пудавел (шп. Pudahuel) је општина у Чилеу. По подацима са пописа из 2002. године број становника у месту је био 192.258.

## Демографија
| 2002.   |
| ------- |
| 192,258 |